# لوئیزا گارلا
لوئیزا گارلا (ایتالیایی: Luisa Garella؛ زادهٔ ۶ ژانویه ۱۹۲۱) بازیگر اهل ایتالیا است که در دوران فاشیسم در چندین فیلم به ایفای نقش پرداخت.
از فیلم‌هایی که وی در آن نقش داشته است، می‌توان به آخرین رقص، اتصال کوتاه و همسریاب اشاره کرد.